# A Taste of Life (film 1919)
A Taste of Life (o The Taste of Life) è un film muto del 1919 diretto da John Francis Dillon.

## Trama
L'avvocato Horace Dillingham si trova in difficoltà finanziarie e non può neanche provvedere alle desiderate ciliegie allo sherry di cui sua moglie Kitty è golosa. Lei, per aiutare il marito, si mette a fargli da stenografa. Un giorno, in ufficio, mentre Orazio è fuori, Kitty crede che Jonas Collamore, coinvolto in una causa di divorzio, sia un cliente importante. Accetta così di andare a pranzo con lui ma, quando si arriva ai dolci, si ingozza di ciliegie al maraschino che la ubriacano. Collamore la porta allora in un albergo lì vicino, dove sono seguiti da due investigatori ingaggiati dalla signora Collamore. Kitty, rendendosi conto di essere in una situazione compromettente, scappa dalla finestra lasciando dietro di sé solo una forcina. Alla fine, le incomprensioni tra le due coppie di coniugi si ricompongono

## Produzione
Il film fu prodotto dall'Universal Film Manufacturing Company come Bluebird Photoplays.

## Distribuzione
Distribuito dall'Universal Film Manufacturing Company, il film uscì nelle sale cinematografiche USA il 2 marzo 1919.